# Media-Manufaktur

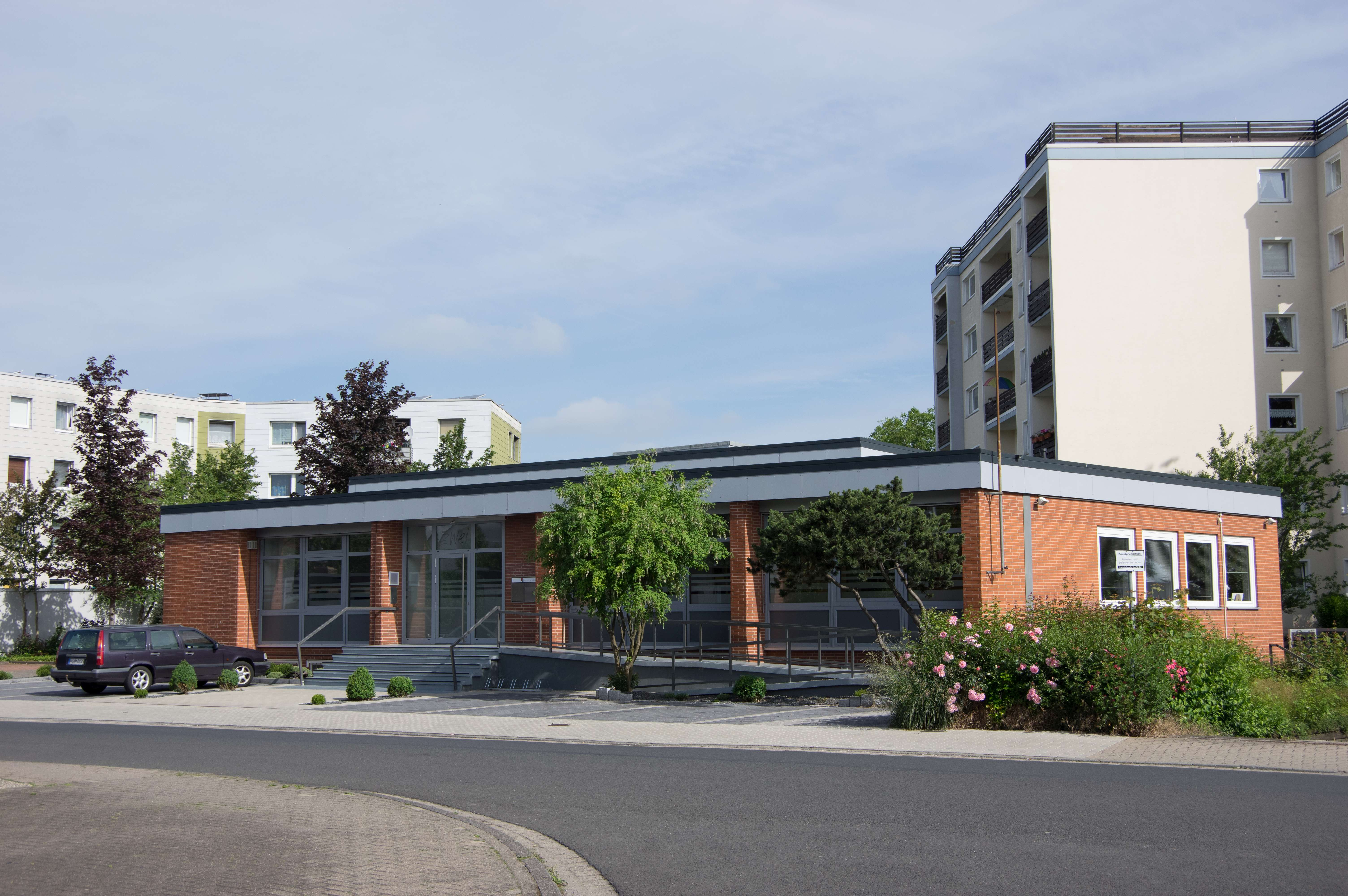
Gebäude der Media-Manufaktur in Pattensen

Die Media-Manufaktur ist ein 2011 von Dominik Ortlepp gegründetes Verlagsunternehmen mit Sitz in Pattensen bei Hannover. Seit dem 16. Februar 2016 gehört das die Media-Manufaktur mit knapp 20 Mitarbeitern zum verlag moderne industrie, in dem unter anderem Fachmedien wie Produktion und Automobil Produktion erscheinen. Das Unternehmen verlegt die Fachzeitschriften automotiveIT und carIT. Geschäftsführer des Verlages ist Moritz Warth, die Aufgaben des Verlagsleiters hat im April 2016 Dirk Reusch übernommen. Unternehmensgründer Dominik Ortlepp ist dem Unternehmen als Herausgeber weiter verbunden.

## Veröffentlichungen
Die herausgegebene Fachzeitschrift automotiveIT sowie der zugehörige Online-Auftritt thematisieren aktuelle IT-Trends in der Automobilbranche, während die Schwesterzeitschrift carIT sich inhaltlich mit der Informations- und Kommunikationstechnik im Fahrzeug und der Verkehrsinfrastruktur befasst. Zielgruppe der Veröffentlichungen ist das Management von Wirtschaftsunternehmen im Automobilsektor.
Neben den periodisch erscheinenden Zeitschriften veröffentlicht die Media-Manufaktur unter anderem die Sammelbände Business&IT, die Interviews des Magazins automotiveIT in kompakter Form zusammenstellen sowie das Dienstleister-Verzeichnis IT for Automotive. Im November 2012 erschien mit automotiveIT – Das Lexikon. Alle IT-Begriffe von A bis Z der Autoren Thomas R. Köhler und Dirk Schürmann im Verlag der Media-Manufaktur ein Nachschlagewerk, das Begrifflichkeiten rund um die IT innerhalb der Automobilindustrie erklärt. Im April 2014 veröffentlichten die Autoren Thomas R. Köhler und Dirk Wollschläger das Fachbuch Die digitale Transformation des Automobils – 5 Mega-Trends verändern die Branche.

## Kongresse
Die Veröffentlichungen automotiveIT und carIT organisieren in regelmäßigen Abständen eigene Veranstaltungen. Der automotiveIT-Kongress (ehemals automotiveDAY) stellte hierbei lange Zeit den mit über 500 Teilnehmern regelmäßig größten Kongress der Technologiemesse CeBIT dar. Inzwischen findet der jährliche Kongress in Berlin statt. Am 1. und 2. Juli 2014 fand zudem der erste automotiveIT International Congress in London statt., am 15. April 2015 veranstaltete die Media-Manufaktur im Rahmen der Hannover Messe erstmals das automotiveIT Forum Produktion & Logistik zum Themenschwerpunkt Industrie 4.0. Die Publikation carIT richtete zudem jährlich zur IAA den carIT-Kongress aus, der 2020 erstmals nicht mehr im Rahmen der Messe stattfindet.

## Auszeichnungen
2009 wurde automotiveIT Preisträger der WiFö Niedersachsen, ein Jahr später folgte die Nominierung zum Bayerischen Printmedienpreis. Nach einer zweifachen Nominierung zum Fachmedium des Jahres 2010 wurde automotiveIT 2011 vom Verein Deutsche Fachpresse zum Sieger in der Kategorie IT/Telekommunikation/Elektronik gekürt. Im Jahr 2020 gewann der automotiveIT-Kongress den Preis in der Kategorie "Beste Veranstaltung".